# Ugolino Martelli
Ugolino Martelli, francisé en Hugolin Martelli, (né à Florence en 1519 et  mort à Empoli le 1er novembre 1592) est un prélat et humaniste italien  du XVIe siècle.

## Biographie

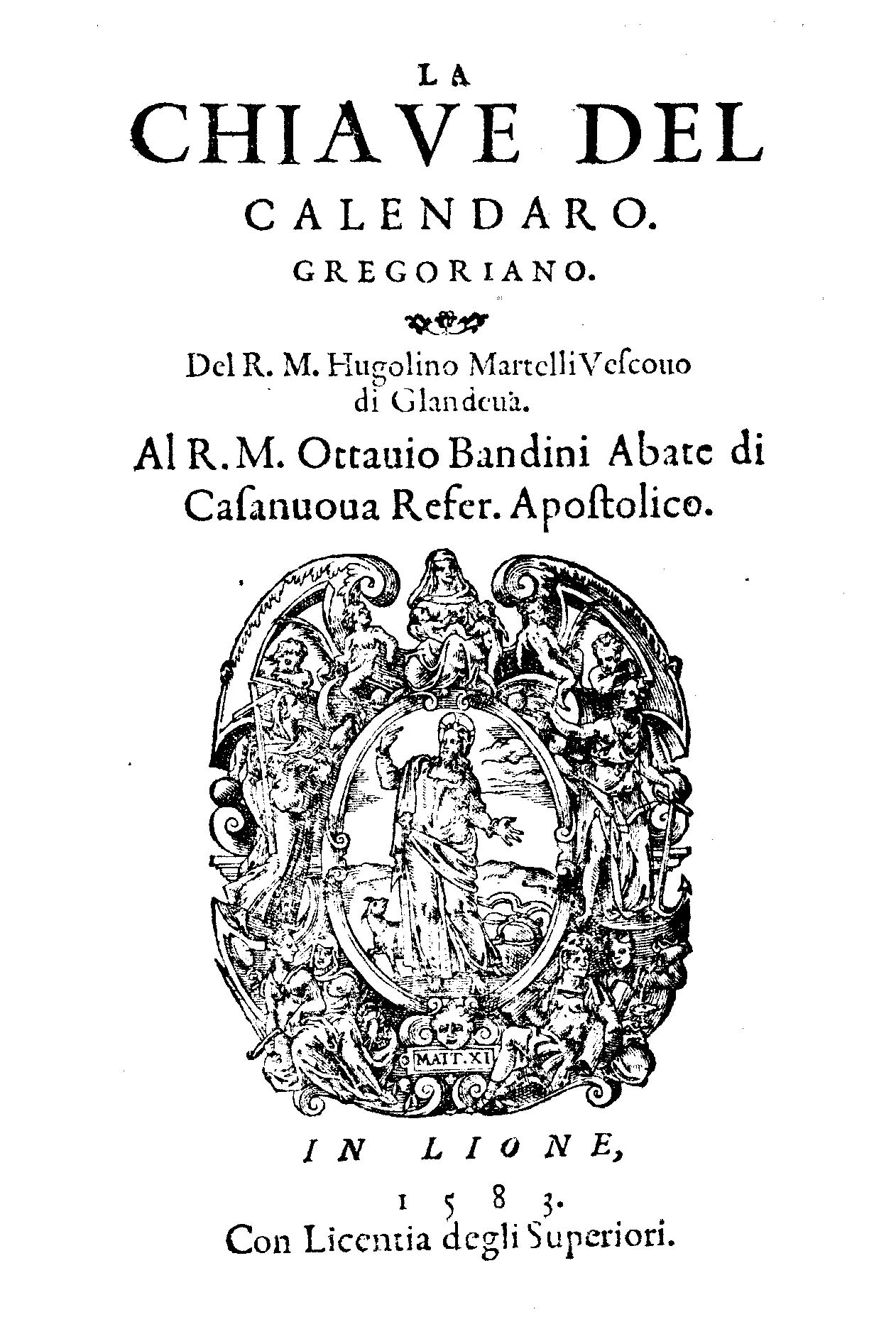
Chiave del calendaro gregoriano, 1583

Ugolino Martelli né à Florence 3e fils Luigi de Luigi et de Margherita de Giovanvittorio Soderini est issu d'un famille cliente des Médicis de ce fait il accompagne en France la reine Catherine de Médicis. Sa protectrice lui fait donner en 1572, l'évêché de Glandèves, où Hugolin ne paraît pas être jamais venu.
Ugolino Martelli était un homme lettré. Son érudition fut vantée par Varchi, Bembo ou encore l'Arétin. 
Il participa à la compilation du calendrier grégorien.

## Publications
Il est l'auteur des deux ouvrages suivants : 
- De anni integra in integrum restitutione et sacrorum temporum assertio
- La chiave del calendario gregoriano.